# Тарри, Крис
Кри́с Та́рри (анг. Chris Tarry; род. 24 августа 1970, Саскачеван, Канада) — канадский джазовый басист и писатель. Известен в Америке по работе с джазовой группой Metalwood. 

## Биография
С 1993 года Тарри возглавляет собственную группу The Chris Tarry Group, с которой записал серию альбомов. В его альбоме « Почти наверняка мечтаю » (2007) приняли участие Пит Макканн, Дэн Вайс, Генри Хей и Келли Джефферсон, а в 2008 году альбом получил премию Juno в категории « Лучший современный джазовый альбом года» .
В 2003 году переехал в Нью-Йорк, где сотрудничал с: Джон Скофилд, Уэйн Кранц, Джордж Бенсон и Пол Шаффер . Его пластинка «Rest of the Story» (2011) была номинирована на две премии Juno и выиграла одну в категории «Лучшая упаковка альбома года».
Тарри также является писателем-фантастом, его работы публиковались во множестве журналов (литературных и других), включая MAD Magazine, The Literary Review и Monkeybicycle . В 2012 году его рассказ «А вот и драконы» был номинирован на премию «Толкач» . Его первая книга «Как донести снежного человека до дома» вышла в 2015 году.
В 2017 году Тэрри получил премию Пибоди как соавтор серии подкастов «Необъяснимое исчезновение Марса Пателя».

## Дискография

### В качестве лидера
- «Остальная часть истории» (2011)
- «Почти наверняка мечтаю» (2008)
- «Извините за странность (2006)
- «Проект 33» (2002 г.)
- «О битвах с неизвестными тайнами» (2001)
- "Севин" (1996)
- «Союз» (1995)
- "Групповой проект" (1994)
- «Пейзажи» (1993)

### В качестве приглашённого исполнителя
- 2009 Адам Клиппл «Блэкджек»
- 2009 Дэниел Келли «Появление»
- 2006 Элизабет Лонингер "Единственный выход - вверх"
- 2005 Kingsborough Hymns Vol.1 "Городская гармония и музыкальный компаньон"
- 2005 Лия Сигел «Маленький мул»
- 2004 г. Дон Кихотский "Проникнуть внутрь"
- 2003 Металлвуд "Хроник"
- 2003 Барри Ромберг «Произвольный доступ»
- 2003 Три сестры «Деревня»
- 2002 Группа Пегги Ли "Песни из большого дома"
- 2002 Роуз Рейнджер "Ответы"
- 2001 Перекресток "Автопортрет"
- 2001 Металлвуд "Откидывание"
- 2000 Металлвуд "3"
- 2000Различный "Джаз на максимум"
- 2000 Франсуа Уль "Au Coeur Du Litige"
- 2000 г. Разные "Ванкуверская коллекция Джастина Тайм "
- 2000 Альма-Весы "Драгоценный"
- 2000 Карин Плато "Сезон снежинок"
- 2000 Джон Райли "Чайная уютная шляпа"
- 2000 Vancouver Latin All Stars "Праздничная сальса"
- 2000 Зубот и Доусон "Запчасти для тракторов"
- 1999 Клуб "Подвал" "Забил на всю жизнь"
- 1999 Группа Пегги Ли "Группа Пегги Ли"
- 1999 Металлвуд "Живой"
- 1999 Янке/Фостер/Тарри "У меня есть джаз на Рождество"
- 1998 Даррен Радке «Декстер»
- 1998 Дилан Ван дер Шифф / Крис Тарри «Губка»